# Még egyszer és újra
A Még egyszer és újra (eredeti cím: Once and Again) amerikai családi televíziós drámasorozat volt, amely 1999-től 2002-ig futott az Egyesült Államokban. A főbb szerepekben Sela Ward, Billy Campbell és Jeffrey Nordling. A pontos magyar bemutató dátumáról nincs adat.

## Történet
1. évad
Lily épp válófélben van férjétől, Jake-től. Mivel lányait érzékenyen érinti a válás, ezért a nő hezitál, hogy újra párt keressen. Mikor megismerkedik Rick Sammler elvált építésszel, azonnal vonzódik hozzá. Lilynek el kell igazodnia a válás, a középkorúság és a munkába való visszatérés bonyolult világában. Képes erőt és rugalmasságot találni, miközben megerősíti, hogy a Jake-kel kötött házasságának vége. Lily új munkát talál kiadói asszisztensként a Pages Alive magazinnál, és tovább erősödik a Rickkel való kapcsolata. Grace és Eli közel kerülnek egymáshoz, amikor a lány a fiú nevelőtanára lesz. Judy kapcsolatot létesít Rick barátjával, Sam Blue-val, mielőtt rájönne, hogy Sam nős.
2. évad
Lily és Jake válása véglegessé válik, és a nő reméli, hogy több időt tölthet Rickkel. Rick azonban kénytelen a gátlástalan fejlesztő Miles Drentell-lel együtt dolgozni. Rick projektje később jogi nehézségekbe ütközik, és a volt feleségét, Karent bízzák meg az ellenfél képviseletével. Jessie evészavarral küzd, és egy terapeuta segítségével kezdi kezelni a problémáit. Jake barátnője, Tiffany bejelenti, hogy terhes. Ricknek végül fel kell oszlatnia építészirodáját, majd összeházasodnak Lily-vel. 
3. évad
Rick folytatja együttműködését az időközben elvált Sam Blue-val, hogy egy új ügyfél számára szállodát tervezzenek. Sam és Judy megpróbálnak barátok lenni, de végül újra felveszik romantikus kapcsolatukat. Jake-nek és Tiffanynak kislánya születik, és végül úgy döntenek, hogy összeházasodnak. Grace belezúg az angoltanárába, Mr. Dimitribe. Bár kapcsolatuk sosem vált szexuálissá, egy nyomozás végül arra kényszeríti Mr. Dimitrit, hogy elhagyja az iskolát. Eközben Jessie felfedezi, hogy egy lányhoz, a felsős Katie-hez vonzódik. A lányok titokban tartják kapcsolatukat. Karen a depressziójával küzd, amikor elüti egy autó. A felépülését Henry Higgins gyógytornász segíti. Lily édesanyján az Alzheimer-kór jelei mutatkoznak, és a skizofréniában szenvedő bátyja, Aaron össze akar költözni a barátnőjével. Rick és Lily nagy döntések előtt állnak, amikor a férfinak munkát ajánlanak Ausztráliában, a nőnek pedig egy országos szindikátusi rádióműsort. Döntéseik a sorozat végére nem derülnek ki. Lily felfedezi, hogy terhes, majd az egész család összegyűlik Jake és Tiffany esküvőjére.

## Szereplők

### Főszereplők
- Sela Ward mint Lily Manning, Grace és Zoe édesanyja. Külön költözött Jake-től.
- Billy Campbell mint Rick Sammler, Eli és Jessie édesapja. Elvált Karentől.
- Jeffrey Nordling mint Jake Manning. Lily elhidegült férje, Zoe és Grace apja.
- Susanna Thompson mint Karen Sammler. Rick voltfelesége, Eli és Jessie édesanyja.
- Shane West mint Eli Sammler, Rick fia.
- Julia Whelan mint Grace Manning, Lily nagyobbik lánya.
- Evan Rachel Wood mint Jessie Sammler, Rick lánya.
- Meredith Deane mint Zoe Manning, Lily kisebbik lánya.
- Marin Hinkle mint Judy Brooks, Lily húga.
- Todd Field mint David Cassilli, Rick üzlettársa és barátja.
- Ever Carradine mint Tiffany Porter, Jake szeretője, majd barátnője.
- Jennifer Crystal Foley mint Christie Parker, Lily főnöke a PagesAlive.com-nál.
- David Clennon mint Miles Drentell, Rick és David elsődleges ügyfele
- Steven Weber mint Samuel Blue, Rick barátja és Judy szeretője.

### Mellékszereplők
- Kimberly McCullough mint Jennifer, Eli voltbarátnője.
- Kelly Coffield mint Naomi Porter, Lily és Karen barátnője.
- James Eckhouse mint Lloyd Lloyd, Karen szerencsétlen randija.
- Paul Mazursky mint Phil Brooks, Lily és Judy apja.
- Bonnie Bartlett mint Barbara Brooks, Lily és Judy édesanyja.
- Mark Feuerstein mint Leo Fisher, Karen fiatalabb barátja.
- Alexandra Holden mint Cassidy, Eli voltbarátnője.
- Patrick Dempsey mint Aaron Brooks, Lily és Judy skizofrén bátyja.
- Audrey Marie Anderson mint Carla Aldrich, Eli barátnője.
- Mark Valley mint Will Gluck, ezermester és Judy szeretője.
- D. B. Sweeney mint Graham Rympalski, Lily és Christie munkatársa a PagesAlive.com-nál.
- Marco Gould mint Spencer Lewicki, Grace barátja.
- Eric Stoltz mint August Dimitri, Grace angoltanára, majd kiszemeltje.
- Paul Dooley mint Les Creswell, Lily főnöke a WIPX-nél.
- Mischa Barton mint Katie Singer, Jessie barátnője.
- Christina Chang mint Amanda, Rick egyik alkalmazottja.

## Epizódok
| Évad | Epizódszám | Eredetileg sugárzott  | Eredetileg sugárzott    |
| Évad | Epizódszám | Első rész megjelenése | Utolsó rész megjelenése |
| ---- | ---------- | --------------------- | ----------------------- |
| 1.   | 22         | 1999. szeptember 21.  | 2000. április 24.       |
| 2.   | 22         | 2000. október 24.     | 2001. május 2.          |
| 3.   | 19         | 2001. szeptember 28.  | 2002. április 15.       |

## Fogadtatása

### Kritikai visszhang
A Rotten Tomatoeson és a Metacriticen nem gyűlt össze elég kritika az értékeléshez (2025). Ken Tucker az Entertainment Weekly-től azt írta: „Bármelyik felnőtt, akinek már kellett sietve engedélyt firkálnia egy feledékeny fiának vagy lányának... vagy bármelyik fiatal, akinek el kellett viselnie azt a megaláztatást, hogy egy újonnan egyedülálló szülőt újra a randizás poklában kell látnia... találni fog valamit, amivel azonosulni tud, miközben nézi a Még egyszer és újrát, az új tévés évad legmegragadóbb sorozatát.”
David B. Morris a Mediumtól ezt a kritikát fogalmazta meg a sorozatról 2022-ben: „A sorozat a maga korában merész volt, ahogyan a világ olyan aspektusait vizsgálta, amelyekkel a legtöbb sorozat korábban nem próbálkozott: más sorozatok a házasságok felbomlásával foglalkoztak; kevés próbálkozott a kibéküléssel. Nancy Weston mellrákkal való küzdelme a televíziózás történetének egyik legjelentősebb történetszála volt addigra, amely egy egész évad nagy részét kitöltötte [...] És a sorozat úttörő volt azzal, hogy az első olyan sugárzott sorozat volt, amely két meleg embert mutatott az ágyban, egy olyan határ, amelyet a televíziónak még majdnem hat évig kellett tovább feszegetnie.” Laura Fries a Variety-től ezt írta az utolsó évad záróepizódja után: „Mintha még egy okra lenne szükséged, hogy neheztelj április 15-re, az ABC ma este sugározza a kritikusok által elismert, de alulértékelt Még egyszer és újra című dráma sorozatfináléját. A legtöbb néző nem is tudta, hogy a sorozat még mindig fut, az ABC műsortervezési osztálya miatt. De ezt tudnotok kell - ha ez a sorozat eltűnik, akkor az egyik utolsó megmaradt dráma is eltűnik, ami a hétköznapi emberekről szól. A tévécsatornák világának többi része szinte kizárólag az orvosoké, ügyvédeké és zsaruké.”

### Amerikai nézettség
| Évad száma | Premier              | Évad vége         | Rangsorolás | Nézők száma (millió) |
| ---------- | -------------------- | ----------------- | ----------- | -------------------- |
| 1. évad    | 1999. szeptember 21. | 2000. április 24. | 51. hely    | 10.93                |
| 2. évad    | 2000. október 24.    | 2001. május 2.    | 84. hely    | 8.5                  |
| 3. évad    | 2001. szeptember 28. | 2002. április 15. | 107. hely   | 6.7                  |

## Fontosabb díjak és jelölések
| Esemény                     | Díj                     | Kategória                                                | Eredmény |
| --------------------------- | ----------------------- | -------------------------------------------------------- | -------- |
| 57. Golden Globe-gála       | Golden Globe-díj        | Legjobb drámasorozat                                     | Jelölve  |
| 57. Golden Globe-gála       | Golden Globe-díj        | Legjobb férfi főszereplő (drámasorozat) – Billy Campbell | Jelölve  |
| 57. Golden Globe-gála       | Golden Globe-díj        | Legjobb női főszereplő (drámasorozat) – Sela Ward        | Jelölve  |
| 58. Golden Globe-gála       | Golden Globe-díj        | Legjobb női főszereplő (drámasorozat) – Sela Ward        | Elnyerte |
| 59. Golden Globe-gála       | Golden Globe-díj        | Legjobb női főszereplő (drámasorozat) – Sela Ward        | Jelölve  |
| 52. Primetime Emmy-gála     | Primetime Emmy-díj      | Legjobb női főszereplő (drámasorozat) – Sela Ward        | Elnyerte |
| 53. Primetime Emmy-gála     | Primetime Emmy-díj      | Legjobb női főszereplő (drámasorozat) – Sela Ward        | Jelölve  |
| 53. Primetime Emmy-gála     | Primetime Emmy-díj      | Legjobb vendégszínész (drámasorozat) – Patrick Dempsey   | Jelölve  |
| 53. Primetime Emmy-gála     | Primetime Emmy-díj      | Legjobb színészválogatás (drámasorozat)                  | Jelölve  |
| 54. Primetime Emmy-gála     | Primetime Emmy-díj      | Legjobb színészválogatás (drámasorozat)                  | Jelölve  |
| 7. Screen Actors Guild-gála | Screen Actors Guild-díj | Legjobb színésznő (drámasorozat) – Sela Ward             | Jelölve  |

## Fordítás
- Ez a szócikk részben vagy egészben  az   Once and Again című angol Wikipédia-szócikk ezen változatának fordításán alapul.  Az eredeti cikk szerkesztőit annak laptörténete sorolja fel. Ez a jelzés csupán a megfogalmazás eredetét és a szerzői jogokat jelzi, nem szolgál a cikkben szereplő információk forrásmegjelöléseként.